# ジルコン

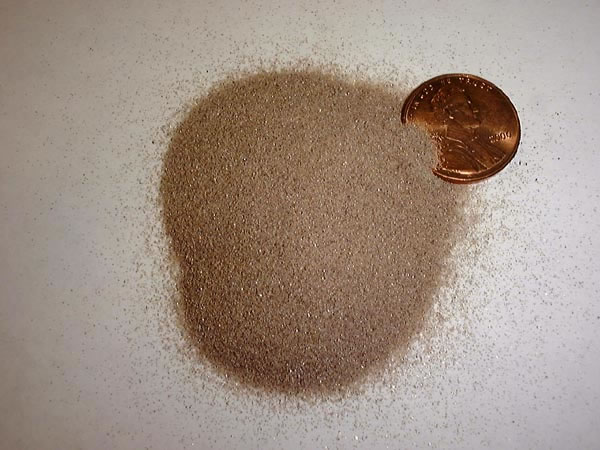
ジルコンサンド

ジルコン（zircon）とは、化学組成 ZrSiO4で表される、ジルコニウムのケイ酸塩鉱物である。結晶系は正方晶系を取る。ヒヤシンス鉱、風信子鉱、風信子石とも言う。

## 産出地
火成岩中に微小な結晶として、ジルコンは地球上で広く産する。風化や変質に強い鉱物なので、砕屑粒子として、砂岩などの堆積岩にも広く見られ、
これをジルコンサンドなどと呼ぶ。また、それらが変成した岩石にも含まれる。
オーストラリアのジャックヒルズで、地球最古の鉱物として見つかっている。

## 性質・特徴
ジルコンは、通常、ZrSiO4に近い化学組成を持つ。比重は 3.9 - 4.7、モース硬度は 7.5である。純粋な物は無色だが、不純物や結晶欠陥によって着色している場合がある。
ところで、ジルコニウムは第4族元素の1つであり、さらに、同じ第4族元素のハフニウムとは金属結合半径やイオン半径が近い。地球の地殻での濃度はジルコニウムの方が多いものの、ハフニウムも地殻中に存在する。このため、ジルコニウムの一部はハフニウムにより置き換えられ易い。特に、ハフニウムの割合が多い鉱物は、ハフノン(HfSiO4)と呼ばれる。
また、天然に産出したジルコンは、微量成分として希土類元素や、ウラン、トリウムなどを含む。ウランやトリウムを多く含む場合は、これらの原子核が崩壊した際に発生した放射線による損傷で、メタミクト化現象が起きている場合がある。

## 用途・加工法
ジルコンは、ウラン、トリウムに富み、鉛に乏しいので、ウラン・鉛法あるいはトリウム・鉛法の放射年代測定の対象鉱物として重要である。フィッショントラック法による年代測定にも広く用いられる。
また、無色透明のジルコンはダイヤモンド類似石として、古くから装飾用の宝石として用いられている。ただし、合成品のキュービックジルコニアとは組成が異なる。

## ジルコングループ
- ハフノン - HfSiO4
- stetindite - Ce4+SiO4
- トール石(thorite) - ThSiO4
  - トロゴム石(thorogummite) - Th(SiO4)1-x(OH)4x
今日では水和・変質したトール石とされ、鉱物種としては否定されている。
- ジルコン(zircon) - ZrSiO4